# Novomîhailivka, Mala Vîska
Novomîhailivka (în ucraineană Новомихайлівка) este un sat în comuna Onîkieve din raionul Mala Vîska, regiunea Kirovohrad, Ucraina.

## Demografie
Componența lingvistică a localității Novomîhailivka
     Ucraineană (94,84%)
     Belarusă (1,98%)
     Rusă (1,59%)
     Română (1,59%)
Conform recensământului din 2001, majoritatea populației localității Novomîhailivka era vorbitoare de ucraineană (94,84%), existând în minoritate și vorbitori de belarusă (1,98%), rusă (1,59%) și română (1,59%).